# Peletki
Peletki – jedna ze stałych postaci leku; odmiana granulatu. Przeznaczona do stosowania doustnego.
Peletki są to małe (o średnicy: 0,5-2,0 mm) kulki, zwane też mikrokulkami, w których zawarty jest lek wraz z substancjami pomocniczymi. Ta forma leku jest popularna w sporządzaniu leków o przedłużonym uwalnianiu oraz preparatów homeopatycznych. Peletki wytwarza się na drodze peletyzacji.
Peletek z innych substancji (głównie organicznych) używa się jako paliwa opałowego do ogrzewania np. domów.